# Música da Grécia

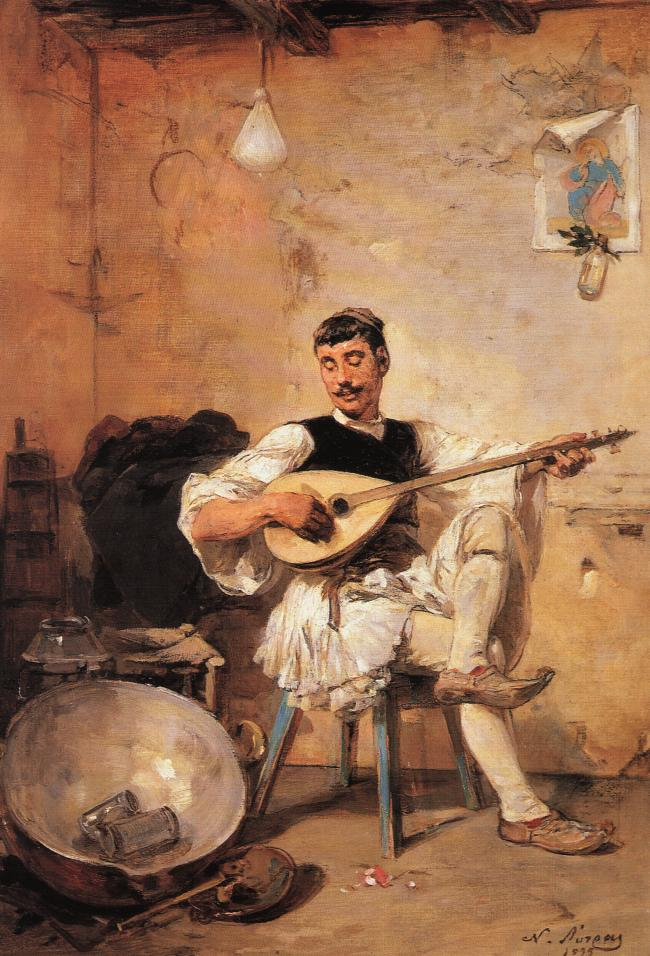
pt:Nikiforos Lytras, O Leiteiro (1895), óleo sobre tela, Galeria Nacional da Grécia-Museu Alexandros Soutzos

Durante os quatro séculos de ocupação turca, a música da Grécia estava resumida à liturgia bizantina e à música folclórica, esta última influenciada por culturas orientais e pelos próprios turcos, além de elementos herdados da antiguidade grega. A música tradicional grega é rica e singular em termos de ritmos, modos e variedade de instrumentos.
Já a música erudita tem na fundação do Conservatório de Atenas em 1871 um ponto importante de sua história e a partir daí nomes notórios começaram a surgir, como Nikolaos Mantzaros (compositor do hino nacional grego), Paul Carrere e Spiros Samaras.
Contudo, é só depois da Primeira Guerra Mundial que um estilo verdadeiramente nacional começa a ser desenvolvido, nas mãos de nomes como Manolis Kalomiris, Petro Petridis, Nikos Skalkottas, Charilaos Perpessas, Jean Papaloannou, Yorgos Sicilianos, Manos Hadjidakis, Jani Christou, Mikis Theodorakis, Dimitri Mitropoulos, Yannis Xenakis e Arghyris Koureadis.